# Emanuel Forster
Emanuel rytíř von Forster (4. května 1830 – 24. června 1908) byl rakouský a český právník, šlechtic a politik, v 2. polovině 19. století poslanec Českého zemského sněmu a Říšské rady.

## Biografie
V roce 1873 koupil statek Kojšice u Sušice. Již předtím mu patřil nedaleký statek Jiřičná. Za manželku měl Luisu Terezii rozenou Bachleiblovou (narozena 1838 v Praze). Byl rytířem Řádu železné koruny. Jeho panství v okolí Kojšic mělo rozlohu 400 hektarů. Profesí byl notářem. Měl notářskou kancelář.
Od 60. let 19. století se zapojil i do zemské a celostátní politiky. V doplňovacích volbách v říjnu 1865 byl zvolen v městské kurii (volební obvod Rumburk) do Českého zemského sněmu Nahradil rumburského starostu Adalberta Eysserta mladšího, který byl do sněmu zvolen v květnu předchozího roku. Eyssert ale ihned po svém zvolení odmítl mandát převzít. Forster v tomto obvodu uspěl i v řádných zemských volbách v lednu 1867 i v krátce poté konaných zemských volbách v březnu 1867 a zemských volbách roku 1870. V zemských volbách roku 1872 byl do sněmu zvolen v kurii velkostatkářské, za nesvěřenecké velkostatky. Stejně tak byl zvolen i v zemských volbách roku 1878. Politicky na sněmu patřil do Strany ústavověrného velkostatku, tedy formaci sdružující centralisticky, provídeňsky orientovanou šlechtu.
V téže době také zasedal v Říšské radě (celostátní zákonodárný sbor), kam ho vyslal zemský sněm roku 1872 (tehdy ještě Říšská rada nevolena přímo, ale tvořena delegáty jednotlivých zemských sněmů). Složil poslanecký slib 10. května 1872. Uspěl i v prvních přímých volbách do Říšské rady roku 1873, za velkostatkářskou kurii. Slib složil 11. listopadu 1873. Mandát obhájil ve volbách do Říšské rady roku 1879. Na Říšské radě se v říjnu 1879 uvádí jako člen staroněmeckého Klubu liberálů (Club der Liberalen).
Byl otcem Zdenko von Forstera zu Philippsberg, státního úředníka a počátkem 20. století trojnásobného ministra železnic Předlitavska.